# Justicia virgata
Justicia virgata är en akantusväxtart som beskrevs av T. Anders.. Justicia virgata ingår i släktet Justicia och familjen akantusväxter. Inga underarter finns listade i Catalogue of Life.